# Movistar Partidazo
Movistar Partidazo fue un canal de televisión español de pago, propiedad de Telefónica, dedicado exclusivamente al fútbol y orientado únicamente a transmitir el partido más destacado de cada jornada de Primera y Segunda División. Emitió durante cuatro temporadas, finalizando sus emisiones el 16 de agosto de 2019, al incorporar el canal Movistar LaLiga, la emisión de nueve partidos por jornada, incluido el «partidazo».

## Historia
Este canal de pago, fue creado para emitir el paquete que ofertaba la LFP para la temporada 2015/16, con el mejor partido de cada jornada de La Liga y la mejor eliminatoria por ronda de La Copa. El partido más destacado de la jornada, había venido emitiéndose durante los últimos 25 años de forma consecutiva en Canal+ (1990–2015). Previamente a la aparición del partido codificado, fue emitido en abierto por Televisión Española, regularmente desde 1963, merced a un acuerdo pionero en toda Europa entre la RFEF y TVE, en el que se acuerda la emisión regular del partido que cerraba la jornada liguera, emitido los domingos a las 8 de la tarde.

### Canal+ Partidazo
El domingo 23 de agosto de 2015, coincidiendo con la primera jornada de la temporada 2015/16 de Primera División, comenzaron las emisiones del canal como «Canal+ Partidazo», con el partido Sporting–Real Madrid. Abono Fútbol 1 fue su denominación para aquellas plataformas ajenas a Movistar+, como Orange TV, Vodafone TV y Telecable. Los otros ocho partidos de pago de cada jornada los emitió Canal+ Liga, mientras que el partido en abierto lo emitió Teledeporte. Los once partidos por jornada de Segunda División, fueron emitidos en exclusiva por Canal+ Liga 2.

### Movistar Partidazo
A partir del 1 de agosto de 2016, el canal pasó a denominarse «Movistar Partidazo». La sustitución de la marca «Canal+», vino encuadrada dentro de la transición en la identidad visual de los canales propios de la plataforma Movistar+. Durante el trienio 2016–2019, el canal emitió en exclusiva el partido más destacado de cada jornada de Primera y Segunda División. Desde 2019, el conocido como «partidazo», está incluido en el canal premium Movistar LaLiga.

## Programación
| Campeonato       | Partidos en exclusiva por jornada                                                           | Comentaristas                                  |
| ---------------- | ------------------------------------------------------------------------------------------- | ---------------------------------------------- |
| Primera División | Primera opción para 1 partido por jornada, emitido prioritariamente a las 20:45 del sábado. | Carlos Martínez, Michael Robinson y "Maldini". |
| Segunda División | Primera opción para 1 partido por jornada, emitido prioritariamente a las 18:00 del sábado. | Juanma de la Casa, Sergio Sánchez y Raúl Ruiz. |